# Hannah (Dakota Północna)
Hannah – miasto w Stanach Zjednoczonych, w stanie Dakota Północna, w hrabstwie Cavalier.